# Etiopia na Letnich Igrzyskach Olimpijskich 1996
Etiopię na Letnich Igrzyskach Olimpijskich 1996 reprezentowało 18 zawodników : 10 mężczyzn i 8 kobiety. Reprezentanci Etiopii zdobyli 3 medale (wszystkie w lekkoatletyce). Był to 8 start reprezentacji Etiopii na letnich igrzyskach olimpijskich.

## Zdobyte medale
| Medal | Zawodnik           | Dyscyplina    | Konkurencja              | Rezultat  |
| ----- | ------------------ | ------------- | ------------------------ | --------- |
| Złoto | Haile Gebrselassie | Lekkoatletyka | bieg na 10000 m mężczyzn | 27:07,35  |
| Złoto | Fatuma Roba        | Lekkoatletyka | maraton kobiet           | 2:26:05 h |
| Brąz  | Gete Wami          | Lekkoatletyka | bieg na 10 000 m kobiet  | 31:06,65  |

## Skład kadry

### Boks
Mężczyźni
- Tebebu Behonegn - waga musza (do 51 kg) - 17. miejsce,
- Yared Woldemichael - waga lekkopółśrednia (do 63,5 kg) - 9. miejsce

### Lekkoatletyka
Mężczyźni
- Fita Bayisa - bieg na 5000 m - 10. miejsce,
- Assefa Mezgebu - bieg na 5000 m - odpadł w półfinale,
- Haile Gebrselassie - bieg na 10000 m - 1. miejsce,
- Worku Bikila - bieg na 10 000 m - 10. miejsce,
- Abraham Assefa - bieg na 10 000 m - odpadł w eliminacjach,
- Abebe Mekonnen - maraton - 81. miejsce,
- Belayneh Dinsamo - maraton - nie ukończył biegu,
- Tumo Turbo - maraton - nie ukończył biegu

Kobiety
- Kutre Dulecha - bieg na 800 m - odpadła w eliminacjach; bieg na 1500 m - odpadła w półfinale,
- Ayelech Worku - bieg na 5000 m - 12. miejsce,
- Merima Denboba - bieg na 5000 m - odpadła w eliminacjach,
- Luchia Yishak - bieg na 5000 m - odpadła w eliminacjach
- Gete Wami - bieg na 10 000 m - 3. miejsce
- Derartu Tulu - bieg na 10 000 m - 4. miejsce,
- Berhane Adere - bieg na 10 000 m - 18. miejsce,
- Fatuma Roba - maraton - 1. miejsce